# Arantia mammisignum
Arantia mammisignum är en insektsart som beskrevs av Karsch 1896. Arantia mammisignum ingår i släktet Arantia och familjen vårtbitare. Inga underarter finns listade i Catalogue of Life.